# أشعث بن عبد الله بن جابر الحداني
أشعث بن عبد الله بن جابر الحداني، أبو عبد الله البصري الأعمى، جد نصر بن علي الكبير، مُحدث من صغار التابعين ورتبته عند أهل الحديث صدوق. روى له البخاري تعليقًا، والباقون سوى مسلم.

## روايته للحديث النبوي
- روى عن: أنس بن مالك، والحسن البصري، وخليد العصري، وشهر بن حوشب، ومحمد بن سيرين، وأبي السوار العدوي، وأبي يزيد المدني.
- روى عنه: بسطام بْن حريث، وحفص بن غياث، وحماد بن سلمة، وخالد بن الحارث الهجيمي، وخالد بْن يزيد الهدادي، وسعيد بن أبي عروبة، وسفيان بْن حبيب، وسكين بْن عبد العزيز، وشعبة بن الحجاج، وابنه عَبد اللَّهِ بْن أشعث، وعصمة بْن سالم الهنائي، وعنبسة بْن سَعِيد البَصْرِيّ، ومحمد بْن عَبد اللَّهِ الأَنْصارِيّ، ومحمد بْن أَبي عدي، ومسكين أَبُو فاطمة، ومعاذ بْن معاذ، ومعمر بن راشد، وابن ابنته نصر بن علي الجهضمي الكبير، ونوح بْن قيس الحداني، ويحيى بن سعيد القطان.[1]
- الجرح والتعديل: قال النسائي: «ثقة». وقال الدارقطني: «يعتبر به», وقال يحيى بن معين: «ثقة», وقال أبو حاتم الرازي: «شيخ», وقال أحمد بن حنبل: «ليس به بأس», وقال أبو بكر البزار: «ليس به بأس مستقيم الحديث».[2]